# Krzna Południowa
Krzna Południowa – mała rzeka w środkowej części Niziny Południowopodlaskiej, która wraz z Krzną Północną płynie na wschód i w Międzyrzecu Podlaskim łączy się, tworząc w ten sposób Krznę. Ma długość 67,5 km. Jest dłuższa o kilka kilometrów od swojej bliźniaczej strugi, prowadzi od niej więcej wody i przyjmuje się ją za początkowe ramię Krzny. Przy przeprawie przez jej dawniej bagnistą dolinę powstał w średniowieczu gród Łuków.

## Z geomorfologii
W epoce plejstocenu, podczas regresji lądolodu fennoskandzkiego ze zlodowacenia Warty, jej dolina była jednym ze szlaków odpływu wód roztopowych na wschód. Obecnie odprowadza wody z północno-zachodniej części Równiny Łukowskiej, szczególnie z pozostałości sandru.

## Przebieg doliny i jej wykorzystanie
Krzna Południowa bierze początek na wysokości 169 m n.p.m. na podmokłych zmeliorowanych łąkach koło wsi Żdżary w sąsiedztwie bagna Jata, które ma duży udział w zasilaniu tej strugi. Odtąd płynie uregulowanym korytem, składającym się z prostych odcinków. Prawie od granic rezerwatu Jata całe dno doliny pocięte jest systemem rowów melioracyjnych, które odprowadzają nadmiar wody z łąk, a także powoli spływającej z pól i częściowo z terenów zabudowanych – w gminie Łuków, w Łukowie, gminie Trzebieszów oraz w mieście i gminie Międzyrzec Podlaski. Po 10 km od swego początku Krzna Południowa przepływa wzdłuż południowej grobli zalewu Zimna Woda, gdzie jest fragmentem granicy Łukowa. Po przepłynięciu 15 km dociera do Śródmieścia (most ul. Warszawskiej), które otacza łukiem od południa. Jej prawie równoleżnikowa dolina na terenie Łukowa jest wykorzystywane głównie na łąki i ogródki działkowe, a także służy jako tereny rekreacyjne, z których widać panoramę z sylwetkami barokowych kościołów. Wysokość południowego zbocza doliny wyjątkowo dochodzi do 6 m (przy szpitalu). Szerokość dna doliny między wschodnimi przedmieściami osiąga kilometr. Na osiemnastym kilometrze biegu Krzna Południowa zasilana jest w dużą ilość wody nienaturalnego pochodzenia, z miejskiej oczyszczalni ścieków. Po przepłynięciu 19 km rzeka opuszcza Zapowiednik, część miasta, przy której znów była jego południową granicą. Na 28. kilometrze biegu mija Zarzecz Łukowski, ostatnią wieś gminy Łuków. Przepłynąwszy 28 km, w miejscowości Przychody, na wysokości 149 m n.p.m. zasila w mniejszą część swojej wody ramię rzeczne o nazwie Krzna. Odcinkiem tego ramienia biegnie kanał Wieprz-Krzna, który na południe od Międzyrzeca Podlaskiego, na wysokości 144,5 m n.p.m., łączy się z Krzną Południową, 56 km od jej początku w Żdżarach. Długość tak opisanej rzeki bez ramienia „Krzna”, do miejsca połączenia z Krzną Północną na wysokości 143,7 m n.p.m. wynosi prawie 58 km.

## Ochrona przyrody
Najwyższa część zlewni Krzny Południowej obejmuje obręby Lasów Łukowskich z rezerwatem Jata, ścisłym i częściowym. U początku doliny, w sąsiedztwie borów jodłowych, rosną lasy o charakterze łęgów olszowo-jesionowych i olsów. W europejskiej sieci Natura 2000 ten kompleks leśny to Obszar Specjalnej Ochrony Ptaków „Lasy Łukowskie”. Rozciąga się on także przy lewym, północnym zboczu doliny. Lasy Łukowskie wraz z pobliskimi rezerwatami i otuliną tworzą Łukowski Obszar Chronionego Krajobrazu.
W okolicach Strzyżewa Krzna Południowa przepływa blisko Radzyńskiego Obszaru Chronionego Krajobrazu, obejmującego rezerwat Las Wagramski.
Poza rezerwatami do najcenniejszych przyrodniczo terenów w gminie Łuków należą fragmenty doliny Krzny Pd. w okolicach Łazów i w Strzyżewie. Występują tu zabagnione łąki stanowiące miejsca lęgowe ptaków oraz łąki ziołoroślowe i torfowiska.
W systemie CORINE wyróżniono ostoje przyrody w biotops: ostoja kompleksowa Lasy Łukowskie, ostoja cząstkowa Jata – lasy jodłowe i ostoja Kra Jurajska oraz ostoja Las Wagramski.
W Krajowej Sieci Ekologicznej ECONET-Polska dolina Krzny Południowej wraz z doliną Krzny Północnej jest częścią Korytarza Ekologicznego Krzny z odgałęzieniami, który ma znaczenie krajowe. Jest drogą migracji zwierząt. Łączy Obszar Węzłowy Doliny Dolnego Bugu, o randze międzynarodowej, z obszarami o znaczeniu krajowym, zwłaszcza z Siedleckim Obszarem Węzłowym, posiadającym biocentrum w Lasach Łukowskich, i ma powiązania z korytarzem ekologicznym dolnego Wieprza.